# Tingluti
Tingluti (udtale:[ˈteŋludi]?) er en dansk forening, som har til formål at fremme kendskabet og udbredelsen af dansk og international folkedans, -sang og -musik, og foreningen står bag Tingluti Aftenskole, Tingluti Ensemble og Tingluti Forlag. Siden starten i 1950-erne under musikpædagog og dirigent Ejnar Kampp har foreningen og dens underafdelinger, foruden et antal uafhængige aflæggere rundt om i Danmark, øvet en betydelig indflydelse mht at formidle dansk og udenlandsk folkemusik og folkedans blandt amatører, og foreningens forlag har udgivet et omfattende undervisningsmateriale rettet mod både børn og voksne.

## Historie
En gruppe af folkemusikinteresserede danskere, som i årene efter Anden Verdenskrig stræbte mod fredelig sameksistens og mellemfolkelig forståelse, som modtræk mod Den kolde Krig, deltog i 1951 i World Federation of Democratic Youth’s verdensungdomsfestival i Berlin. Efter hjemkomsten stiftede gruppen, sammen med den 22-årige musikstuderende Ejnar Kampp, som havde ledet den danske optræden på festivalen, Ungdomskoret af 1951, som i de følgende år optrådte rundt om i Danmark og udlandet.
Ungdomskorets repertoire var bygget på et koncept om at ”revitalisere overleveret dansk folkemusikmateriale i en ny, udadvendt musikalsk form, som integrerede dansere, spillemænd og kor i et dynamisk og seværdigt optrin.” Det musikalske og kulturelle fællesskab havde det mere overordnede formål "at bruge folkesang og dans som et våben i kamp imod kulturforfladigelse, og som et middel i bestræbelserne for at bygge bro og skabe mellemfolkelig forståelse". Man ønskede at arbejde for fred mellem verdens folk, men også at imødegå den meget udtalte indflydelse fra amerikansk kultur og livsstil, som prægede efterkrigstidens Europa, hvor teknologisk udvikling og velstand lagde grunden til et markedsstyret forbrugersamfund, hvis medalje viste sig at have en bagside med fattigdom, ulighed og voksende miljøproblemer.
Koret havde i begyndelsen ret tætte forbindelser med Danmarks Kommunistiske Ungdom, og derigennem DKP. Efter Sovjetunionens overfald på Ungarn i 1956 opstod der efterhånden en splittelse i koret, som i 1959 førte til, at den mere sovjet-tro del af koret afsatte den i deres øjne uegnede Ejnar Kampp som kunstnerisk leder og fortsatte med ny leder. Kampp og hans fløj af koret stiftede dernæst Tingluti – Det danske ungdomsensemble, og de to kor virkede i nogle år side om side, indtil det oprindelige kor i begyndelsen af 1960-erne indstillede aktiviteterne.
Tingluti har gennem alle årene været organisatorisk kendetegnet ved en meget flad, autonom ledelsestruktur, hvor beslutninger i meget høj grad træffes af medlemmerne. Foreningen har altid været meget rummelig, med plads til alle slags mennesker, både de 'lige', de 'skæve' og de 'runde'.

### Tidsånd
I begyndelsen af 1960-erne oplevede Tingluti en stigende interesse for deres aktiviteter og en øget tilgang af medlemmer, som bl.a. hang sammen med den stærkt voksende interesse blandt unge for folkemusik. Dette var ikke, som man kunne tro, en følge af de indsamlinger af traditionel dansk folkemusik og -sang, som Dansk Folkemindesamling og Danmarks Radio foretog i slutningen af 1950'erne – dette materiale blev kun i meget begrænset omfang stillet til rådighed for offentligheden – men skyldtes langt overvejende amerikanske singer-songwriters som Bob Dylan, Pete Seeger, Donovan og Joan Baez, foruden engelske og irske navne. Tekstforfatteren Thøger Olesen åbnede i 1965 Vise Vers Huset i Tivoli i København, hvor, foruden mange udenlandske navne, danske sangere som Per Dich, Poul Dissing og Cæsar optrådte med folkemusik. Dansk Folkemindesamling åbnede i 1971 under ledelse af folkemusikforsker Thorkild Knudsen (1925-2007) ved Holstebro, hvor folkemusikere og forskere samarbejdede om indsamling, udforskning og formidling af musikalsk folkekultur, og blandt de tilknyttede var folkesangeren Ingeborg Munch (1906-1978), som beherskede et stort repertoire af folkesange, og violinisten Evald Thomsen (1913-1993), der helt siden sin himmerlandske barndom havde spillet traditionel dansk spillemandsmusik.
Fra sæsonen 1966-67 fik Tinglutis aftenskolehold bevilget økonomisk støtte efter aftenskolelovgivningen, efter flere års argumentation og tovtrækkeri med de bevilligende myndigheder, som dengang stadig var ret restriktive m.h.t. hvilke fag der kunne opnå støtte. Kulturminister K. Helveg Petersen fremsatte i 1971 forslag til etablering af Statens Musikråd samt Lov om Musik, som trådte i kraft i 1976, kendt som verdens første musiklov. Udover landsdelsorkestre og kammermusikensembler inden for klassisk musik tilgodeså den nye lov nu også musikskoler og amatørmusikorkestre og -ensembler.

### Optrin
Den særlige kombination af folkedans i folkedragter, korsang og musik på folkeinstrumenter, hvor man ofte satte et antal folkeviser med beslægtet indhold sammen til en scenisk og koreografisk sekvens, kaldet et optrin, blev et særkende for Ungdomskorets og senere Tinglutis forestillinger, ikke mindst efter at musikpædagogen Fin Alfred Larsen i 1957 tilsluttede sig koret. Blandt hans kongstanker var at åbne de traditionelle, lukkede danseringe, så dansen blev mere scenisk og udadvendt, samt at undgå for mange gentagelser ved at sætte flere melodier sammen i et melodisk, musisk og handlingsmæssigt forløb.
Tingluti kom med optrinene, med deres utraditionelle fortolkninger af folkedans og sammensætninger af folkedragter og -sange, til at stå i et modsætningsforhold til såvel Folkemusikhuset i Hogager som de traditionelle danske folkedanserforeninger, organiseret fra 1901 i den københavnske Foreningen til Folkedansens Fremme og senere fra 1929 under det landsdækkende Danske Folkedansere. Modsætningerne og de deraf følgende diskussioner skyldtes især, at man ville to forskellige ting: hvor folkedanserforeningerne ville bevare den traditionelle danske folkedans, med de oprindelige dansetrin, egnsdragter og tilhørende musik, ville Tingluti bruge elementer fra den danske tradition i en fri sammensætning af dans, dragter, musik og sang til et seværdigt og underholdende optrin, som kunne fungere som en scenisk fortælling, hvor det også var meningen at tilskuerne skulle deltage.
I begyndelsen brugte Tingluti i sine optrædener dragter, som ofte var syet af møbelstof fra Daells Varehus og ikke havde meget tilfælles med traditionelle danske egnsdragter, men senere har man bestræbt sig på at sy mere præcise kopier, efter anvisninger udgivet af Foreningen til Folkedansens Fremme, foruden Nationalmuseets samling. Man har også brugt kopier af udenlandske, især østeuropæiske, folkedragter.
I 1964-65 blev Tingluti landskendte, da de i Danmarks Radio hos Otto Leisner optrådte i 8 tv-udsendelser med titlen Tingluti tangluti, hvor man i optrin præsenterede folkemusik fra forskellige lande og havde medvirkende som amerikanske Pete Seeger, svenske William Clausson, engelske The Fielders, israelske Aviva Semedar og franske Janine et Nico.
Efterhånden som medlemstallet steg, oprettede man begynderhold og aspiranthold, hvorfra man kunne udvælges til at medvirke i optrædegruppen Tingluti Ensemble, hvis medlemmer underviste aspiranterne. Da aktiviteterne i 1970-erne var på deres højeste, bestod ensemble-koret af 20-30 medlemmer, orkestret af 10-14, ensemble-dansegruppen af 30-40, mens aspirantholdene havde 50-60 medlemmer. Herunder er listet nogle af ensemblets mest kendte optrin.

#### Katten i sækken
Tingluti-navnet stammer fra omkvædet til den gamle danske folkevise Der stode tre skalke, som Ejnar Kampp kendte fra sin barndom, og som med stor succes fremførtes på Berlin-festivalen i 1951. Historien om de tre ungersvende, som udtænker en plan for at overvinde modstanden fra den gnavne og mistroiske møllerkone, så de kan komme i lag med møllerens smukke datter, blev til dette optrin, vel nok Tinglutis mest kendte.

#### Lykke-Hans
Dette optrin fortæller folkeeventyret om bondedrengen Hans. På en rejse møder han en gammel kælling, som formedelst tre skilling opfylder tre ønsker for ham: at få en bøsse der kan ramme alt han skyder på, samt en violin som får alle til at danse når han spiller på den, og endelig at ingen kan nægte ham det første han beder om. Inde i byen spiller Hans violin, og alle danser og morer sig. Herremanden kommer forbi, arresterer Hans og dømmer ham til hængning. I galgen med rebet om halsen får han lov at få et sidste ønske opfyldt, og han beder om at få sin violin. Da han spiller, må alle danse, høj som lav, og Hans kan gøre sig fri af rebet og feste sammen med hele folket.

#### Hængerøv
Dette optrin er en dansk udgave af den rumænske kyssedans Perinitza.

#### Fugleskræmslet
Optrinet, som har koreografi af Fin Alfred Larsen, begynder med de unge pigers gåtur i skoven, hvor de møder og afslører en ungersvend, der har forklædt sig som fugleskræmsel, hvorefter begivenhederne tager fart. Optrinet er bygget over disse sange og danse: Jeg gik mig ud en sommerdag, Ølkonen i Skanderborg, Marken er mejet, Berliner fra Vorbasse, Pariserpolka, Og gå så .. og gå så, Firemands reel og Totur fra Vejle.

#### Heksedans
Optrinet, som blev skabt på grundlag af materiale fra Dansk Folkemindesamling, begynder med, at en række piger med kæppe danser ind på scenen.

### Udlandsrejser
Turen til Berlin i 1951 blev i årene derefter fulgt op af mange ture til især østeuropæiske lande, hvor Ungdomskoret optrådte på folkemusikfestivaler, ofte sammen med de mange folklore-trupper, som de kommunistiske regimer her havde oprettet. Turene foregik ofte i bedagede busser, som af og til brød sammen under de lange køreture ad dårlige veje. Senere besøgtes også vesteuropæiske festivaler, foruden USA og Japan. Man benyttede altid festivalerne som en lejlighed til at udveksle sange og danse, hvoraf mange senere blev brugt hjemme i Danmark.
Denne liste over Tinglutis forskellige gruppers udlandsrejser til folkemusikfestivaler, korstævner, ungdomslejre, studieture m.m. dækker perioden 1951-2000:
- 1951: Berlin
- 1952: Bukarest
- 1953: Bukarest
- 1954: Oslo
- 1955: Warszawa - Holland (Ungdomskoret vandt førstepræmie i korstævne med 63 kor)
- 1956: Leipzig og Rostock - Vesttyskland
- 1957: Moskva - Østtyskland
- 1958: Østtyskland - Llangollen i Wales - Bruxelles
- 1959: Agrigento på Sicilien - Tjekkoslovakiet - Wien
- 1960: Vesttyskland - Holland
- 1961: München - Jugoslavien - Prag - Bremen
- 1962: Ungarn - Sverige - Finland
- 1963: Lübeck - Llangollen i Wales - Bulgarien
- 1964: Ungarn
- 1965: San Remo i Italien - Sjöbo i Sverige
- 1966: Grækenland
- 1967: Tjekkoslovakiet
- 1968: Tyskland - Llangollen i Wales
- 1969: Finland
- 1970: Agrigento på Sicilien
- 1971: Ungarn
- 1972: Jugoslavien
- 1973: Llangollen i Wales
- 1974: Lüneburger Heide - Bulgarien
- 1975: Lüneburger Heide - Colmar og Klingenthal i Frankrig
- 1976: USA og Canada (3 ugers rundrejse)
- 1977: Agrinion i Grækenland
- 1978: Lüneburger Heide - Hamburg
- 1979: Sverige - Grækenland
- 1980: Lüneburger Heide - Chalons-sur-Marne og Klingenthal i Frankrig
- 1982: Jugoslavien
- 1983: Klingenthal i Frankrig - Levkas i Grækenland
- 1984: Bregenz i Østrig
- 1985: Rumænien
- 1986: Nordkorea
- 1987: Nordkorea - Tyrkiet - Grækenland
- 1989: Nordkorea - Auvergne i Frankrig - Ismalia i Egypten
- 1990: Japan (3 uger med 70 forestillinger) - Holland - Frankrig
- 1991: Mallorca - Webelsburg i Tyskland - Estland
- 1992: Maubeuge i Frankrig - Wales - Ungarn - Rumænien - Letland
- 1993: Estland - Mallorca
- 1994: Szeged i Ungarn - Resita i Rumænien - Skotland
- 1995: Tyskland
- 1996: Agrigento på Sicilien - Klingenthal i Frankrig - Irland
- 1999: Celle i Tyskland - Bretagne
- 2000: Rannsäter i Sverige - Bursa i Tyrkiet

Tingluti inviterede ofte de udenlandske folkemusik-ensembler man mødte på turene på besøg i Danmark. Folk fra Østeuropa betragtedes i 1950-erne og 60-erne som en sikkerhedsrisiko, og gæster fra disse lande blev ofte diskret overvåget af folk fra efterretningstjenesten.
Tingluti har deltaget i mange danske støttearrangementer til fordel for ofre for naturkatastrofer eller politiske omvæltninger.
Tingluti blev flere gange inviteret til at arrangere workshops i folkemusik og -dans ved Lüneburger Heide i det daværende Vesttyskland, og senere i Klingenthal ved Strasbourg i Frankrig. Som påskønnelse herfor fik Tingluti i 1982 i Palais de Luxembourg i Paris tildelt Albert Schweitzer-medaljen, samt 5.000 schweizerfrank, fra Johann Wolfgang von Goethe-Stiftung i Basel i Schweiz.

### Formidling
Fra omkring 1960 begyndte Tingluti at arrangere hyppige koncertture rundt i Danmark, hvor man optrådte i foreninger, forsamlingshuse, fængsler (ofte i påskeferien), på folkeskoler og højskoler, men efterhånden også til byfester, i flygtningecentre, på plejehjem og alderdomshjem, foruden på en lang række folkemusikfestivaler og folklorearrangementer.
Tingluti opbyggede efterhånden en stor samling af sange og danse, både danske og udenlandske, de sidste ofte hjembragt fra deltagelse i 1950-erne og 60-erne i folkemusikfestivaler rundt om i Europa. Mange af de udenlandske sange fik danske tekster, og alle sange blev forsynet med becifringer til brug ved akkompagnement med guitar eller klaver. I 1960-erne var der i de danske skoler kun et sparsomt undervisningsmateriale til rådighed, som musiklærere kunne bruge til aktivering af børnene i de små klasser, og der blev efterspørgsel efter Tinglutis noder, som til at begynde med blev solgt enkeltvis for 50 øre. Senere dannede man Tingluti Forlag, som blandt sine største succeser har haft Rend og Hop serien med beskrivelser af danselege fra ind- og udland, og Spil Bare Løs hæfterne, hvor kendte sange er arrangeret efter, hvor mange guitarakkorder man skulle bruge for at spille dem. Disse to serier er solgt i over 800.000 eksemplarer.

### Aflæggere i provinsen
Da Tingluti-medlem siden 1972 musikpædagog Erik Sommer (f. 1948) i 1978 blev højskolelærer i Silkeborg, stiftede han her folkemusikensemblet Caramba, som i foråret 2016 stadig er aktive. Under sin senere ansættelse ved Danebod Højskole på Als oprettede han sangkoret Katten i sækken, og da han i 1992 blev lærer på Nr. Nissum Seminarium, dannede han musikensemblet Troubadour, som han sammen med sin kone stadig ledede i december 2014.
I 1975 tog Fin Alfred Larsen initiativ til at starte foreningen Storstrøms Folketone, som i dag driver Folkemusikhuset i Fensmark ved Næstved, med aktiviteter inden for spillemandsmusik og dansk og udenlandsk folkedans, foruden musikskole.

## Udgivelser

### Fonogrammer[2]
- Ungdomskoret synger, dirigeret af Ejnar Kampp og Mogens Helmer Petersen, EP 1-2 WiFoss, udgivet i anledning af Ungdomskoret af 1951's 5 års jubilæum i 1956
- Ungdomskoret synger (Københavns Ungdomsensemble), dirigeret af Ejnar Kampp, EP WP EP 26 "PAN", 1959
- Tingluti Ungdomskoret Det Danske Ungdomsensemble, dirigeret af Ejnar Kampp og Mogens Helmer Petersen, WF EP 45 WF 50, udgivet i anledning af korets 10 års jubilæum, 1961
- Songs and dances from Denmark - The Tingluti Ensemble, dirigeret af Ejnar Kampp og Uffe Gotved, LP 831 230 Philips, ca. 1964 (også udgivet med dansk cover: syng, spil og dans med Tingluti - 24 danske folkesange og -danse, LP Philips Polyphon nr. QY 825-702)
- Tingluti Det Danske Ungdomsensemble, dirigeret af Ejnar Kampp og Uffe Gotved, LP MLP 15175 Metronome, ca. 1964
- Merry Christmas Music, internationale julemelodier dirigeret af Ejnar Kampp og Berith Fischer, EP 45 TL 107-108
- De mørke fugle fløj - sange og besættelse og befrielse, krig og fred, Alterna-koret og Tingluti-ensemble, dirigeret af Ejnar Kampp, CD 95.1, 1995

### Bøger og hæfter
- Ejnar Kampp (1966): syng, spil og dans med Tingluti - 24 danske folkesange og -danse. Wilhelm Hansen, 20 sider
- Ejnar Kampp (1970): Diguedondaine - recueil de chansons en langue française. Tingluti Forlag, 174 sider, 2. udgave 2001 (103 franske sange med melodi og becifringer, med gloser oversat til engelsk, tysk, dansk, norsk, svensk og finsk)
- Ebbe Nielsen (1971-72): Spil bare løs, hæfte I-IV. Tingluti Forlag, i alt 132 sider (tekst og melodi med guitarbecifringer til danske og udenlandske sange)
- Ejnar Kampp, Fin Alfred Larsen og Ebbe Nielsen (1971-76): Rend og hop med sang og spil, bind 1-10, Tingluti Forlag (100 folkemelodier og danse fra mange lande)
- Karl Clausen (1958): Dansk folkesang gennem 150 år, Statsradiofoniens Grundbøger, Fremad, 338 sider; uændret genoptryk 1975 med efterskrift s. 339-347 ved Knud Arnfred og Ejnar Kampp, Tingluti Forlag
- Fin Alfred Larsen (1998): Sange om naturen - sammen med børn : 21 traditionelle melodier fra 14 lande, Tingluti Forlag
- Niels Ishøj Christensen, Ejnar Kampp, Fin Alfred Larsen, Birte Stentoft (Suhr), Peter Bagger Nielsen, Roland Henriksen og Sten Carlsen (2001): Tingluti tangluti i 50 år - Folklore, ungdomskultur, på tværs af alle grænser. Tingluti Forlag, 116 sider
- Fin Alfred Larsen (2003): Filiong Gong Gong, 31 børnesange, CD DEC1598

## Tingluti-prisen
Efter at Tinglutis grundlægger Ejnar Kampp døde i 2007, indstiftede foreningen denne pris, som tildeles personer eller grupper, som inspirerer, igangsætter og formidler folkemusikalske udfoldelser i Danmark. Prisen uddeles i forbindelse med Danish Music Awards Folk:
- 2011: Folkets Hus Spillefolk for deres arbejde med bla Nørrebro Spilletræf[13]
- 2013: Den2Radios folkemusikprogram, Folk Danmark[12]
- 2014: Musik over Præstø Fjord[14]
- 2015: den rumænske sigøjnermusiker George Mihalache[15]
- 2016: Tingluti Oldkor

## Diverse
Tingluti-optrinnet Katten i sækken har siden februar 2014 lagt navn til en serie af månedlige folkemusikprogrammer på Radiofolk.dk.